# Union Dutchmen/Dutchwomen
Union Dutchmen/Dutchwomen är en idrottsförening vid Union College i Schenectady, USA. Den har till uppgift att ansvara för collegets idrottsutövande.

## Idrotter
Dutchmen/Dutchwomen deltar i följande idrotter:
| Herrar (Dutchmen) - Amerikansk fotboll - Baseboll - Basket - Cross Country - Fotboll - Friidrott - Ishockey - Lacrosse - Rodd - Simning - Simhopp - Tennis | Damer (Dutchwomen) - Basket - Cross Country - Fotboll - Friidrott - Golf - Ishockey - Lacrosse - Landhockey - Rodd - Simning - Simhopp - Softboll - Tennis - Volleyboll |

## Idrottsutövare

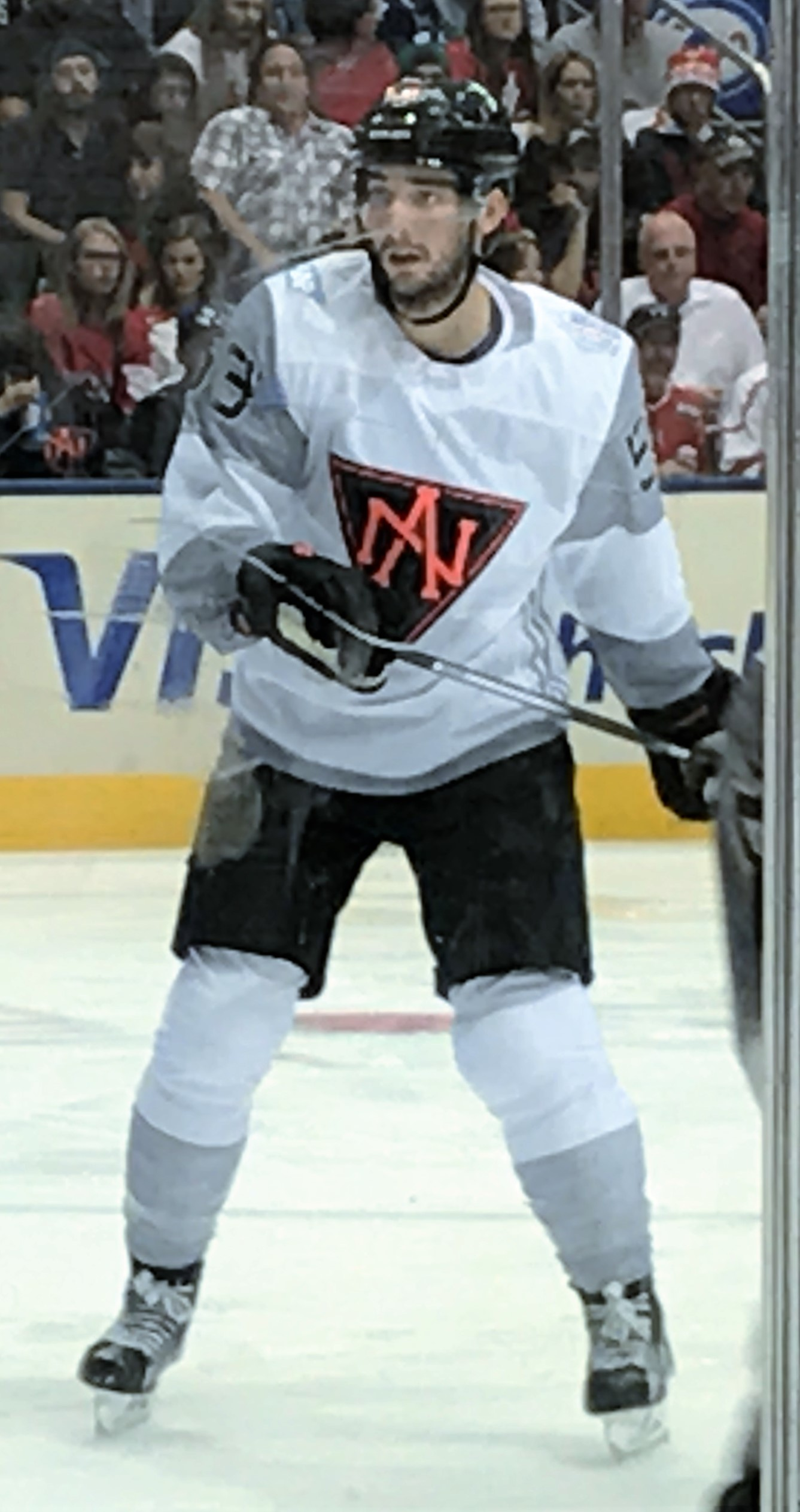
Shayne Gostisbehere.

| Ishockey - Daniel Carr - Spencer Foo - Shayne Gostisbehere - Collin Graf - Troy Grosenick | - Josh Jooris - Keith Kinkaid - Sam Morton - Mike Vecchione - Jeremy Welsh |